# Семёнов-Тян-Шанский, Пётр Петрович
Пётр Петро́вич Семёнов, в документах с 1906 года и в последующей историографии известный как Семёнов-Тян-Ша́нский (2 [14] января 1827, Рязанка, Рязанская губерния — 26 февраля [11 марта] 1914, Санкт-Петербург) — русский учёный-естествоиспытатель и путешественник, первый в истории западной науки исследователь горной системы Тянь-Шань, экономист, государственный и общественный деятель; родоначальник учёной и творческой семьи Семёновых-Тян-Шанских.
Почётный член Императорских Академии наук (с 1873) и Академии художеств (с 1874), активный деятель Географического (действительный член с 1849, вице-председатель с 1873), Энтомологического (действительный член с 1863, президент с 1889), Минералогического (действительный член с 1863, почётный член с 1900) и Горного (действительный член с 1900) обществ; также состоял членом также многих других российских и западных учёных учреждений, в том числе всех действовавших императорских университетов. Сенатор (с 1882) и член Государственного совета (c 1897), действительный тайный советник (1895); участник крестьянской реформы 1861 года, организатор всероссийской переписи населения 1897 года.

## Биография

Памятник-бюст Семёнову-Тян-Шанскому в сквере напротив географического корпуса АГУ в Барнауле

Бюст Семёнову-Тян-Шанскому в городском сквере Рязани

Родился в семье отставного капитана лейб-гвардии Измайловского полка, писателя-драматурга Петра Николаевича Семёнова (1791—1832), который, выйдя в отставку, женился на Александре Петровне Бланк (1801—1847), внучке известного московского архитектора Карла Бланка (1728—1793), и обосновался в поместье Рязанка. В семье было четверо детей: Николай (1823—1904), Наталья (1828—1899), Пётр и приёмная дочь Ольга Корсакова.
До 15 лет воспитывался в деревне, развиваясь самостоятельно, с помощью книг семейной библиотеки. Интерес к географии в детстве у него пробудила игра — географическое лото с названиями стран, материков, рек, городов. Мальчика особенно привлёк мир растений. Богатое собрание книг по садоводству помогло ему самостоятельно разобраться в систематике растений, которых было много в домашней оранжерее. Он придумывал им свои названия и старался узнать как можно больше, совершая всё более далёкие экскурсии за пределы усадьбы и ближайшего леса. Затем поступил в школу гвардейских подпрапорщиков и юнкеров, а по окончании курса (1845) стал вольнослушателем Санкт-Петербургского университета на физико-математическом факультете по отделу естественных наук.
Выдержав экзамен на степень кандидата, в 1849 году был избран в члены Императорского Русского географического общества, и с этого времени принял постоянно самое деятельное участие в трудах общества как секретарь отделения физической географии, потом как председатель того же отделения и, наконец, как вице-председатель общества (с 1873 года).
Первой экспедицией стал переход из Петербурга в Москву через Новгород с изучением растительности. Она продолжилась затем в чернозёмной полосе России, в Воронежской губернии, в верхнем течении Дона. В результате была защищена диссертация на звание магистра ботаники. Потом последовало путешествие по Европе и продолжение учёбы в Берлинском университете. Там Семёнов познакомился с выдающимся учёным XIX столетия Александром Гумбольдтом, с которым поделился своими планами исследования Центральной Азии. «Привези мне образец вулканической породы с Тянь-Шаня», — просил его Гумбольдт.
В 1851 году совершил поездку в бассейны рек Оки и Дона, результатом которой было исследование «Придонская флора в её отношениях с географическим распределением растений в Европейской России». Этот труд доставил ему степень магистра ботаники. В 1853 году Семёнов отправился за границу и три года слушал лекции в Берлинском университете, тогда же он напечатал работу «Über die Fossilien der Schlesischen Kohlenkalkes» в «Трудах Германского геологического общества». Время, остававшееся от кабинетных занятий, было посвящено им многочисленным научным поездкам по Германии, Швейцарии и Италии.
Издав в 1856 году первый том перевода «Землеведения Азии» Карла Риттера с дополнениями, равными по объёму самому оригиналу, Семёнов предпринял по поручению Русского географического общества экспедицию для исследования горной системы Тянь-Шаня, являвшейся тогда местностью недоступной для европейцев. В течение двух лет Семёнов посетил Алтай, Тарбагатай, Семиреченский и Заилийский Алатау, озеро Иссык-Куль, первым из европейских путешественников проник в Тянь-Шань и первый посетил высочайшую горную группу — Хан-Тенгри. На Иссык-Куле Семёнов искал упомянутый на каталанской карте христианский монастырь, отождествляемый в настоящее время с археологическим комплексом в Ак-булуне. В это время им были собраны богатые коллекции по естественной истории и геологии страны. Рисунки томского художника П. М. Кошарова, сделанные им во время экспедиции П. П. Семёнова, хранятся в архиве Русского географического общества в Санкт-Петербурге. Императорским указом 23 ноября 1906 года за заслуги в открытии и первом исследовании горной страны Тянь-Шань к его фамилии «с нисходящим потомством» была присоединена приставка — Тян-Шанский.
Предварительный отчёт о путешествии его был помещён в «Вестнике Императорского Русского географического Общества» за 1858 год, а затем в 1867 году краткий обзор результатов путешествия появился в «Записках Императорского Русского географического общества» и в журнале «Географические сообщения Петермана». Другие материалы были использованы при составлении дополнения ко II тому «Азии Риттера» и «Географо-статистического словаря Российской империи», изданных Географическим обществом под руководством и при деятельном сотрудничестве Семёнова. В 1858 году Семёнов был приглашён принять участие в занятиях по крестьянскому делу, а в 1859 году сделан членом-экспертом «Редакционных комиссий» и заведующим их делами. Как один из ближайших сотрудников Я. И. Ростовцева, он принимал деятельное участие во всех трудах по освобождению крестьян и составлению Положений 19 февраля 1861 года.
В 1864 году в сотрудничестве с В. И. Меллером Семёнов напечатал геологическое исследование о переходных пластах между девонской и каменноугольной системами в Средней России в «Bulletin de l’Acad. Imper. des Sciences».
В 1864 году назначен директором центрального статистического комитета, которым пробыл 16 лет, а в 1875 году — председателем статистического совета, во главе которого стоял до 1897 года. За это время им устроена правильная система официальной статистики и произведён ряд работ по статистике (например, «Статистика поземельной собственности в России» и ряд докладов на международных статистических конгрессах). Возглавил перепись населения России.
В 1882 году назначен сенатором 2-го (крестьянского) департамента правительствующего сената. В 1873 году избран почётным членом Академии наук.
В 1874 году он избран в почётные члены Академии художеств. Участие в деятельности многих благотворительных обществ в качестве их председателя дало повод к нескольким статьям Семёнова по вопросам благотворительности.
В 1888 году Семёнов совершил поездку по Закаспийской области и Туркестану, результатом чего были обширные энтомологические коллекции, пополнившие его громаднейшее собрание насекомых, и статья «Туркестан и Закаспийский край в 1888 г.». Кроме вышеупомянутых работ, Семёнов написал целый ряд статей и очерков по разным вопросам географии (например, все введения к томам «Живописной России», выходившей под его редакцией) и все статьи по географии в «Энциклопедическом словаре», выходившем в 1860-х годах. В 1893 году он участвовал в составлении сборника «Сибирь, Великая сибирская железная дорога», изданного министерством финансов для всемирной выставки в Чикаго, и в том же году написал статью «Колонизационная роль России».

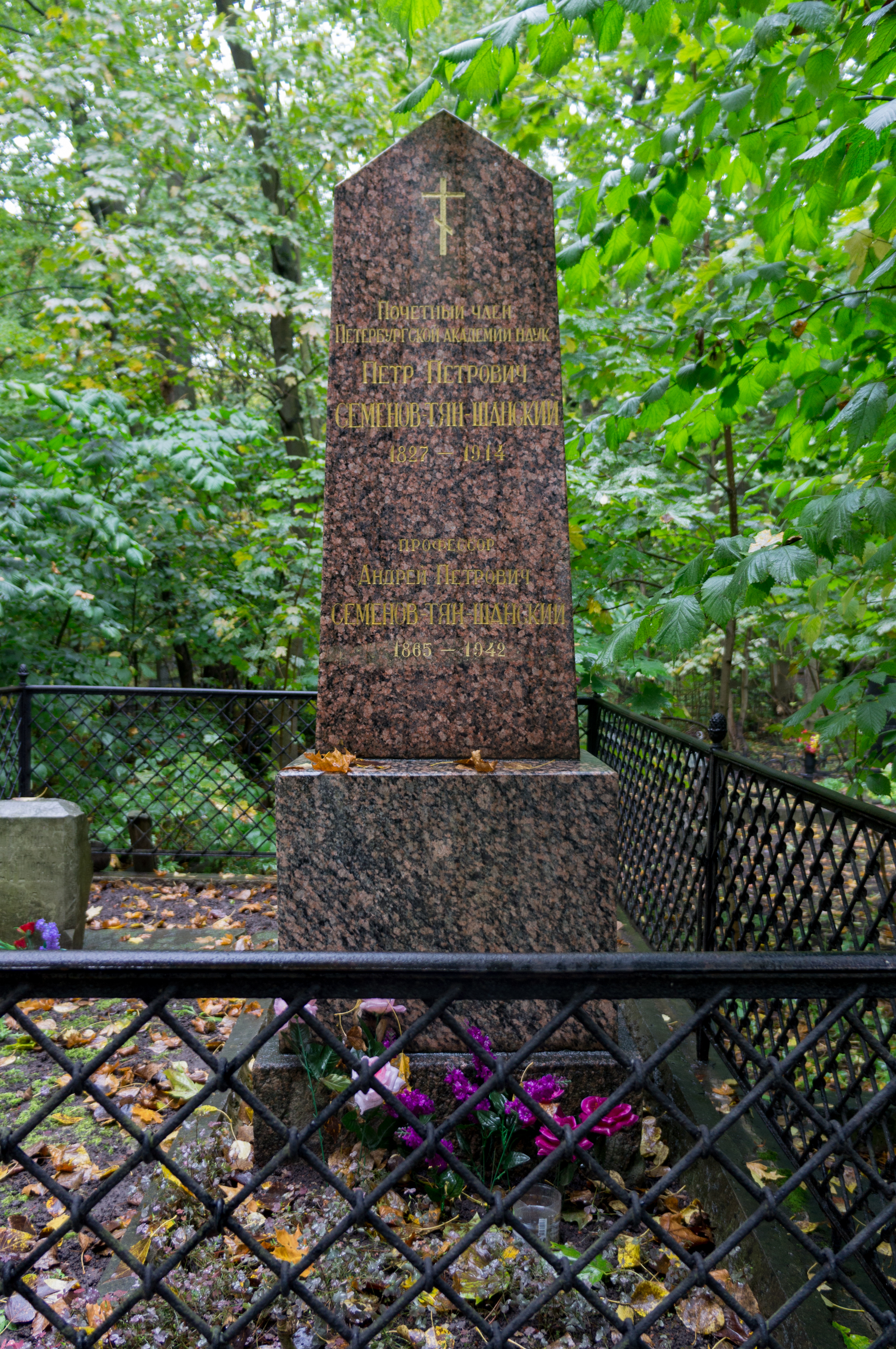
Надгробие на Смоленском православном кладбище. СПб

Продолжая редактировать издание «Азии» Риттера, Семёнов в 1894 и 1895 годах выпустил два обширных тома, составляющих громадное дополнение или в сущности совершенно новый труд по географическому описанию Забайкалья, в котором самому Семёнову принадлежит немалая доля. Тогда же вышло в свет «Описание Амурской области» Г. Е. Грум-Гржимайло, составленное по поручению министерства финансов, причём многие главы были написаны Семёновым.
В 1895 году был отпразднован 50-летний юбилей Императорского Русского географического общества, по поводу которого Семёнов написал «Историю полувековой деятельности географического общества» (3 тома).
В 1896 году Семёнов организовал сибирский отдел нижегородской всероссийской выставки, был организатором окраинного отдела на всемирной выставке в Париже.
Первая всеобщая перепись России, совершённая в 1897 году, была подготовлена и выполнена под главным руководством Семёнова, напечатавшего по этому случаю статью «Характерные выводы из первой всеобщей переписи».
С 1899 года начал выходить новый обширный труд «Россия», редактировавшийся Вениамином Петровичем Семёновым-Тян-Шанским под общим руководством П. П. Семёнова-Тян-Шанского.
С 1897 года Семёнов состоял членом Государственного совета, присутствуя в департаменте законов.
Пётр Петрович Семёнов-Тян-Шанский умер в Петербурге 26 февраля (11 марта) 1914 года от воспаления лёгких на 88-м году жизни. Похоронен на Смоленском православном кладбище, рядом с умершей в 1906 году дочерью Ольгой. В 1915 году, через год, рядом похоронили его вторую жену Елизавету Андреевну (1842—1915), с которой Петр Петрович прожил более 50 лет. А в апреле 1942 года здесь же похоронили и их сына Андрея Петровича Семёнова-Тян-Шанского (1866—1942), энтомолога, эколога, поэта, профессора зоологии, умершего в блокаду, так же, как и ещё двух сыновей Петра Петровича. Нынешний памятник на могиле установлен в 1958 году.

## Семья
Зимой 1850 года в нескольких километрах от поместья Рязанка, унаследованного в 1847 году его братом Николаем, в деревне Гремячка, Пётр Петрович познакомился с Верой Александровной Чулковой (1833—1853); поздней осенью 1851 года состоялась их свадьба. В 1852 году родился сын Дмитрий; спустя полгода от скоротечной чахотки жена скончалась.
В 1861 году П. П. Семёнов женился вторично — на дочери своего давнего знакомого, Елизавете Андреевне Заблоцкой-Десятовской (1842—1915). У них родилось семеро детей: Ольга, Андрей, Мануил (1868—1871), Вениамин, Валерий (1871—1968), Измаил и Ростислав (1878—1893, умер от туберкулеза).
От своих пятерых сыновей у него было тринадцать внуков.

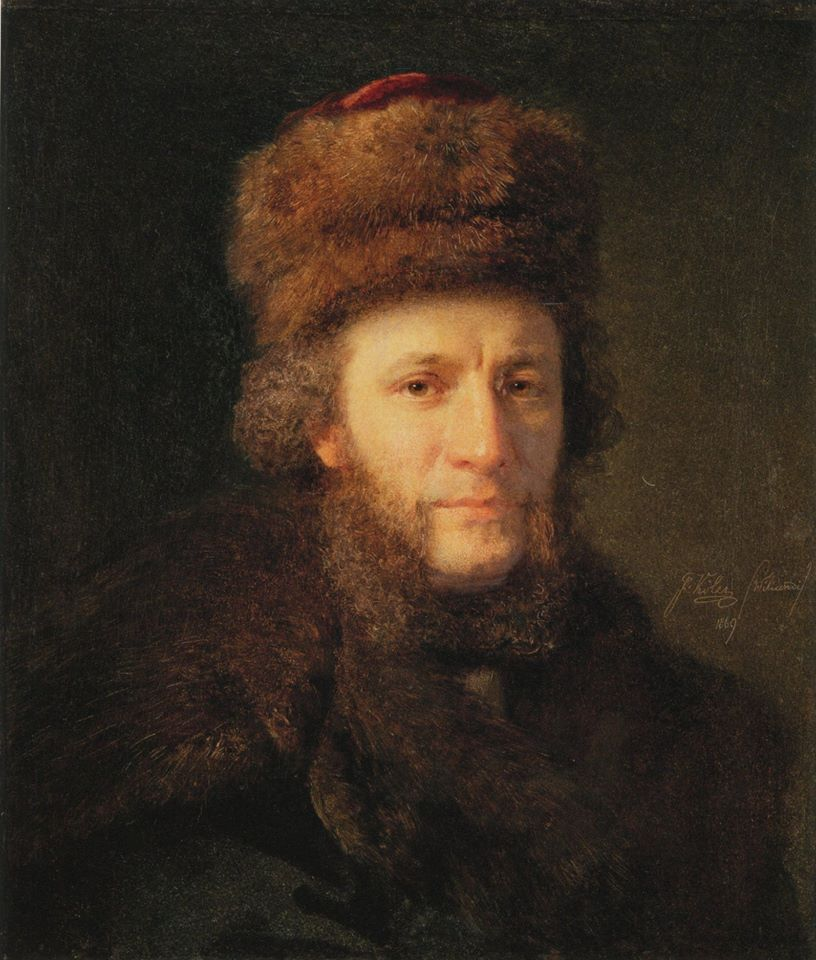
Пётр Петрович (1866)
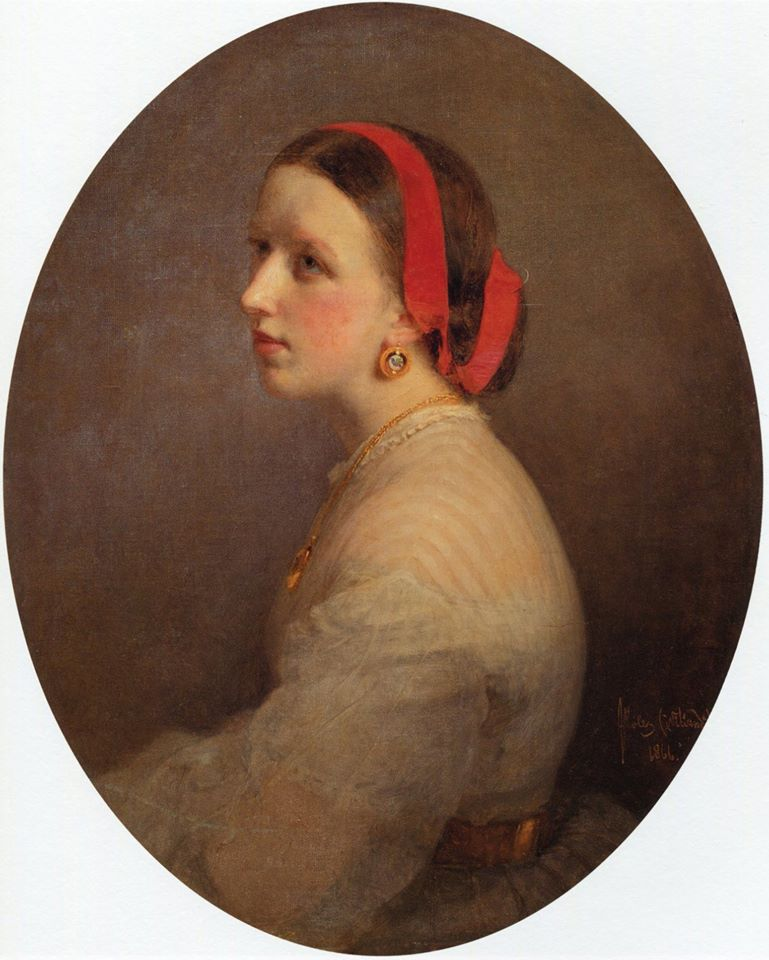
Елизавета Андреевна (1866)
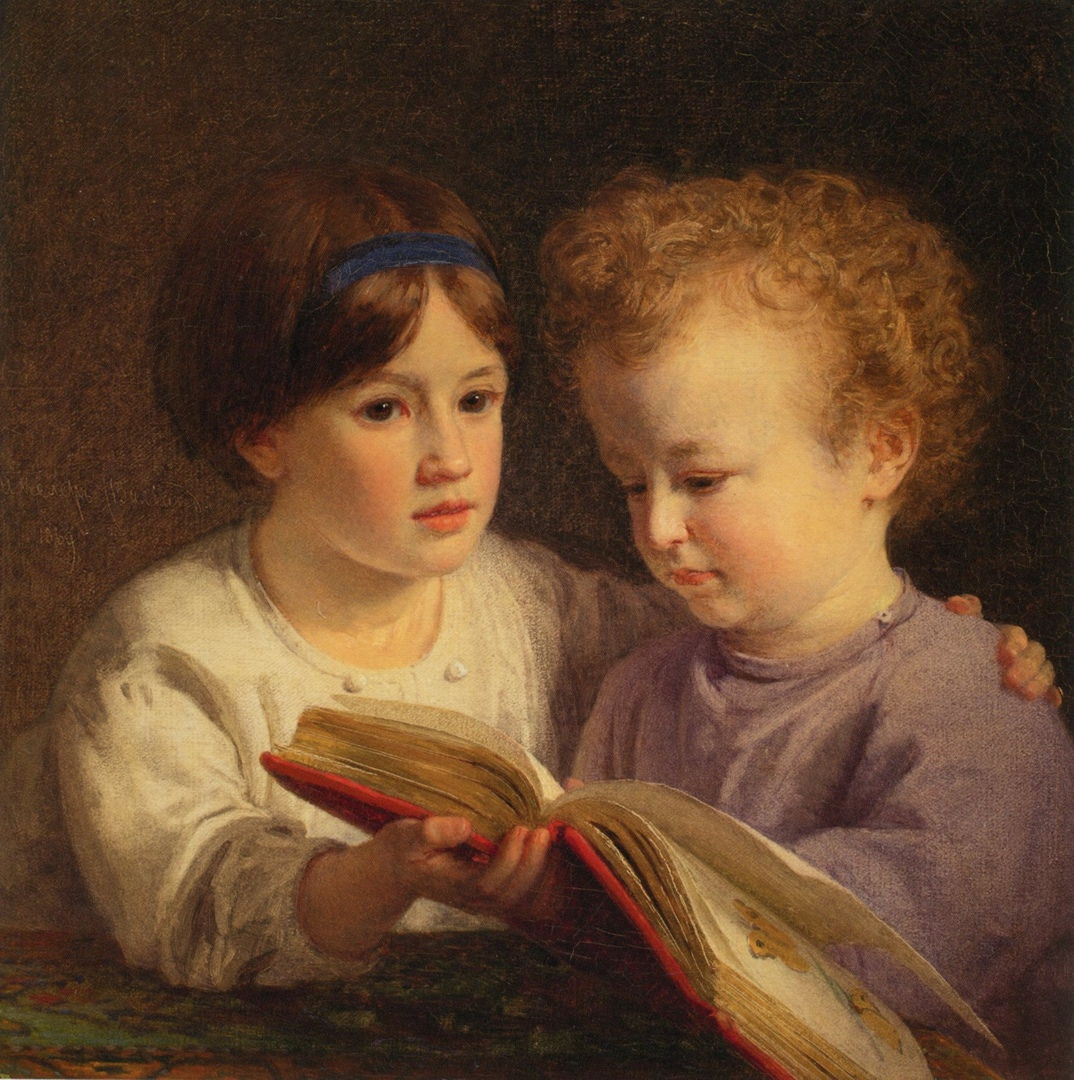
Ольга Петровна и Андрей Петрович (1866)
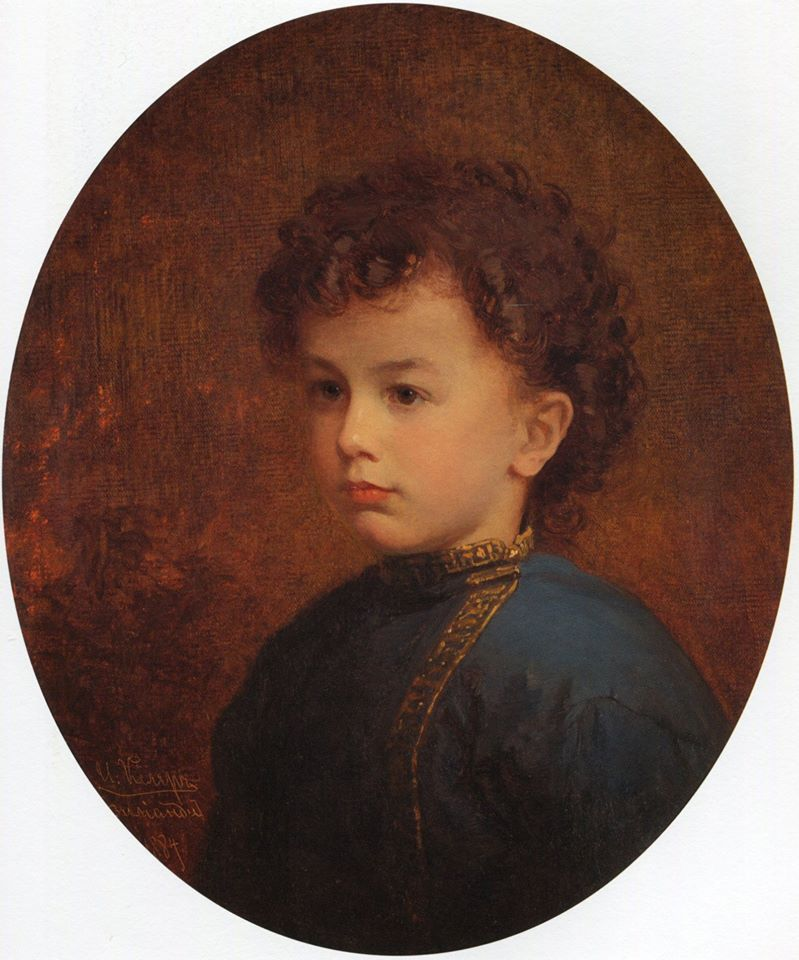
Ростислав Петрович (1884)

## Служебная карьера
- С 1834 года — паж.
- С 1845 года — коллежский секретарь.
- С 1858 года — надворный советник.
- С февраля 1859 года — член-эксперт Редакционных комиссий и секретарь председателя Я. И. Ростовцева.
- С марта 1859 года — заведующий делами Редакционных комиссий.
- С 1861 года — причислен к Государственной канцелярии (по должности 5 класса Табели о рангах)
- С 1861 года — член и заведующий делами Особой комиссии при Министерстве финансов для начертания проекта положения об акцизе с питей в империи.
- С 1861 года — коллежский советник.
- С 1862 года — член Комиссии при Министерстве финансов для пересмотра системы податей и сборов.
- С 1862 года — статский советник.
- С 1863 года — совещательный член от Государственной канцелярии в Статистическом совете при Министерстве внутренних дел.
- С 1864 года — директор Центрального статистического комитета.
- С 1865 года — действительный статский советник.
- С 1867 года — член от Министерства внутренних дел в Комиссии для пересмотра Европейского таможенного тарифа.
- С 1868 года — член Комитета для обсуждения вопроса о соединении железной дорогой Волги с Невой и Северной Двиной.
- С 1869 года — член от Министерства внутренних дел в Комиссии для рассмотрения отчёта, представленного действительным статским советником Н. Я. Данилевским с целью изыскания мер, могущих служить к обеспечению народного продовольствия и развития местных промыслов на Крайнем Севере.
- С 1870 года — член административного и полицейского отделов Комиссии о губернских и уездных учреждениях и член от Министерства внутренних дел в Комиссии для разработки положения о личной воинской повинности в империи и Царстве Польском.
- С 1872 года — тайный советник.
- С 1872 года — член Комиссии для начертания нового положения и штата полиции.
- С 1873 года — член Комитета по устройству быта евреев и член Комиссии для пересмотра действующей раскладки налогов с недвижимого имущества в городах, посадах и местечках.
- С 1874 года — член Комиссии для составления предположений о мерах, которые могут быть приняты для ведения на будущее время правил счёта лиц, подлежащих воинской повинности.
- С 1875 года — почётный мировой судья по Данковскому уезду Рязанской губернии и член Комиссии для устройства управления заведениями покойной великой княгини Елены Павловны.
- С 1875 года по 1897 год — председатель Статистического совета Министерства внутренних дел.
- С 1877 года — член от Министерства внутренних дел в Особой комиссии о мерах против уклонения евреев от воинской повинности.
- С 1879 года — член Комиссии об отмене сборов, взимаемых в пользу Государственного казначейства по подушной системе, и об изыскании для замены их другими источниками государственных доходов.
- С 1882 года — сенатор. Входил в отделение по крестьянским делам 1-го Департамента Сената и член Особой комиссии для составления проектов местного управления.
- С 1884 года — назначен во 2-й Департамент Сената.
- С 1895 года — действительный тайный советник.
- С 1895 года — вице-председатель Главной переписной комиссии.
- С 1896 года — Почётный член Московского университета.
- С 1897 года — член Государственного совета Российской империи. Присутствовал в Департаменте законов.
- С 1901 года — член Особого присутствия Государственного совета Российской империи для обсуждения проекта Уголовного уложения.
- С 1902 года — член Особого совещания о нуждах сельскохозяйственной промышленности.
- С 1904 года — член Особого совещания по обеспечению судьбы осиротевших в войну с Японией детей офицеров и нижних чинов.
- С 1905 года — председатель Алексеевского главного комитета по призрению детей лиц, погибших в войну с Японией и председательствующий в Попечительстве для оказания помощи семействам воинов, призванных в ряды армии на Дальний Восток и находившихся на действительной службе.
- В 1905-1906 годах — член Особого совещания Государственного совета Российской империи о мерах по укреплению крестьянского землевладения.
- В 1906-1914 годах назначался к присутствию в Государственном совете. Входил в группу центра.
- С 1908 года — член Особой комиссии Государственного совета по законопроекту «О сооружении Амурской железной дороги на счёт казны».

## Награды
- Орден Святого Андрея Первозванного (1911 год)
- Орден Святого Владимира 1 степени (1906 год)
- Алмазные знаки к Ордену Святого Александра Невского (1900 год)
- Орден Святого Александра Невского (1881 год)
- Орден Белого орла (1876 год)
- Орден Святого Владимира 2 степени (1870 год)
- Орден Святой Анны 1 степени (1868 год)
- Орден Святого Станислава 1 степени (1866 год)
- Орден Святого Владимира 3 степени (1861 год)
- Орден Святого Владимира 4 степени (1858 год)
- Орден Короны государства Бухары (Бухара, 1901 год)
- Тёмно-бронзовая медаль «В память войны 1853—1856» (1856 год)
- Золотая медаль «За труды по освобождению крестьян» (1861 год)
- Знак отличия «В память успешного введения в действие положения о крестьянах, вышедших из крепостной зависимости» (1863 год)
- Знак отличия «За поземельное обустройство государственных крестьян» (1869 год)
- Медаль «В память царствования императора Александра III» (1896 год)
- Медаль «За труды по первой всеобщей переписи населения»
- Медаль «В память царствования Императора Николая I» (1897 год)
- Медаль «В память 300-летия царствования дома Романовых» (1913 год)
- Большой крест Ордена Заслуг Святого Михаила (Бавария, 1873 год)
- Большой крест Ордена Короны Италии (Италия, 1873 год)
- Большой крест Ордена Полярной звезды (Швеция, 1873 год)
- Большой крест Императорского австрийский орден Франца Иосифа (Австрия, 1874 год)
- Большой крест Ордена Леопольда I (Бельгия, 1876 год)
- Большой крест Ордена Непорочного зачатия Девы Марии Вилла-Визкозской (Португалия, 1877 год)
- Большой крест Ордена Железной короны (Австро-Венгрия, 1897 год)
- Большой крест Ордена Звезды Эфиопии (Абиссиния, 1897 год)
- Большой крест Ордена Филиппа Великодушного (Гессен-Дармштадт)
- Большой крест Ордена Спасителя (Греция, 1873 год)
- Великий офицер Ордена Святых Маврикия и Лазаря (Италия, 1867 год)
- Командор 1 класса ордена Данеброг (Дания, 1873 год)
- Командор Ордена Святых Маврикия и Лазаря (Италия, 1865 год)
- Командор Ордена Полярной звезды (Швеция, 1867 год)
- Командор Ордена Нидерландского льва (Нидерланды, 1869 год)
- Орден «Pour le Mérite» за заслуги в области наук и искусств (Пруссия, 1902 год)

## Адрес в Санкт-Петербурге

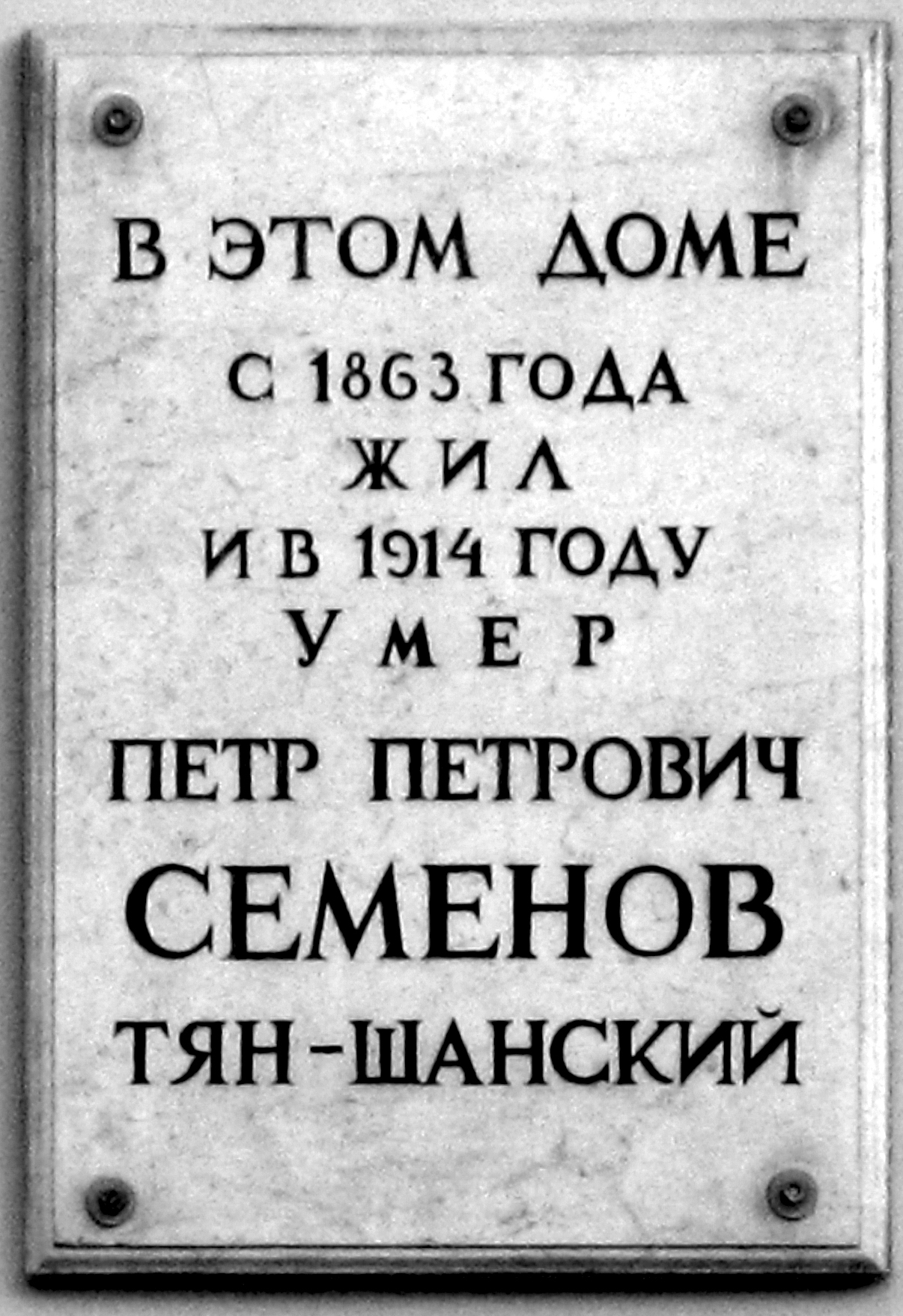
Мраморная памятная доска в Санкт-Петербурге

- С 1861[8] по 26.02.1914 года — дом А. П. Заболоцкого-Десятовского — 8-я линия ВО, 39.

В 1930-х годах квартира Семёновых-Тян-Шанских была разделена на две: № 2 и № 5. После капитального ремонта здания в 1964—1965 годах квартира № 5 была вновь поделена. Квартира № 2 сохранила свою планировку.

## Коллекции Семёнова-Тян-Шанского
При всей научной занятости П. Семёнов-Тян-Шанский являлся очень крупным коллекционером и знатоком живописи. Его коллекция нидерландской живописи была самой значительной в России.
Ещё в начале составления своей коллекции Семёнов-Тян-Шанский задумал передать её в Эрмитаж. Поэтому всё внимание он сосредоточил на приобретении тех образцов, которые отсутствовали в собрании Эрмитажа. В основном он приобретал картины на аукционах Берлина, Мюнхена, Кёльна, Вены, Парижа и Лондона. Он регулярно посещал все крупные европейские аукционы живописи. Поиск производился везде, но результативно преимущественно за рубежом — по каталогам фирм Бернера, Другулина, Бисмейера. Немецкие антиквары производили торговлю не только в кредит, но и по почте, так называемый Ansichtsendungen.
Собрав богатейшую коллекцию картин фламандских и голландских художников XVI и XVII веков, вторую по полноте в Европе, Семёнов издал обширный труд «Этюды по истории нидерландской живописи». Общее количество картин составило 719. В его собрании были работы Рембрандта, Йорданса, Ван Дейка, Флинка, Фабрициуса, Саломона де Брая, Ластмана, Муйарта, Дирка Халса, Эз. Боурса, Кальфа, Бейерена, Пюттера, Рейкхальса.
«Его коллекция картин голландской школы — писал антиквар М. Савостин, — была настолько полна…, что художников, неизвестных даже в Голландии, можно было найти в его коллекции».
Кроме картин, в собрании были гравюры и офорты, которых насчитывалось более 3500 листов. Гравюры и офорты разделялись на две самостоятельные части — репродукционные и оригинальные. Последних — 6 папок. Среди оригинальных — работы итальянских школ — М. Раймонди, мантуанской, офорты С. Розы, Б. Кастильоне и другие. Немцы представлены нюрнбергскими клейнмейстерами. В этом разделе они пополнили эрмитажные пробелы. Более 150 гравюр Дюрера. Одних офортов Рембрандта − 203. Её сравнивали с коллекцией Д. Ровинского из Эрмитажа. Среди голландских офортистов — Эвердинген, Ван де Вельде, Ян ван Гойен. Имелись очень редкие листы, не описанные в Справочнике Бартча.

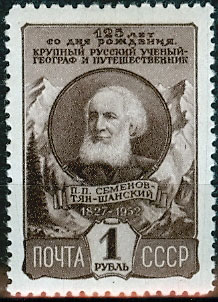
Почтовая марка СССР, 1952 год

Всё собрание картин и гравюр было продано в 1910 году в Эрмитаж за 250 тысяч рублей, несмотря на то, что первоначально коллекция была оценена в 500 тысяч рублей. Он хотел передать коллекцию в дар музею, но посчитал несправедливым обездолить пятерых сыновей и 13 внуков, поэтому продал коллекцию за половину предлагаемой суммы.
С тех пор как в Эрмитаж поступили картины, собранные П. Семёновым-Тян-Шанским, Эрмитаж стал обладателем лучшей в мире Коллекции картин голландской и фламандской школы. В западноевропейских музеях внимание к коллекции Семёнова-Тян-Шанского определилось с середины 1880-х годов во многом благодаря наличию известных имен — Рембрандта, Рейсдаля, Ван-Гойена, Темпеля, Хальса-младшего. Но не только. Например, генеральный директор Дрезденских музеев В. Зейдлиц, выделяя коллекцию «малых голландцев», более всего ценил собирательский метод Семёнова-Тян-Шанского, потому что и в Европе он был новым. Семёнов-Тян-Шанский за конкретным шедевром видел эпоху, создавшую великого мастера. Оттого в его коллекции критики всегда отмечали историзм и «многосторонность». В 1914 г., после кончины собирателя, в Эрмитаже открылась большая выставка «Памяти Петра Петровича Семёнова-Тян-Шанского».
5 марта 1910 года в письме к директору Эрмитажа графу Д. И. Толстому Пётр Петрович выражал надежду, что собрание останется в России. В конце 1920-х годов по решению советского правительства десятки картин были переданы из Эрмитажа в другие музеи страны. Затем последовали указания о выдаче экспонатов в контору Госторга «Антиквариат» для их продажи на аукционах в Европе. Эрмитажу удалось, однако, сохранить в своих стенах главное ядро собрания. Некоторые работы хранятся также в Государственном Русском музее и в Государственном музее изобразительных искусств имени А. С. Пушкина.
Шедевры из коллекции Семёнова-Тян-Шанского были выставлены в 2006 году в Николаевском зале Зимнего дворца в Санкт-Петербурге. Выставка была приурочена к 400-летию со дня рождения Рембрандта и носила название «Вкус коллекционера».
Кроме картин, Семёнов-Тян-Шанский ещё собрал огромную энтомологическую коллекцию — около 700 тысяч экземпляров, — которая была систематизирована, описана и принесена в дар Петербургскому Зоологическому музею.

## Память

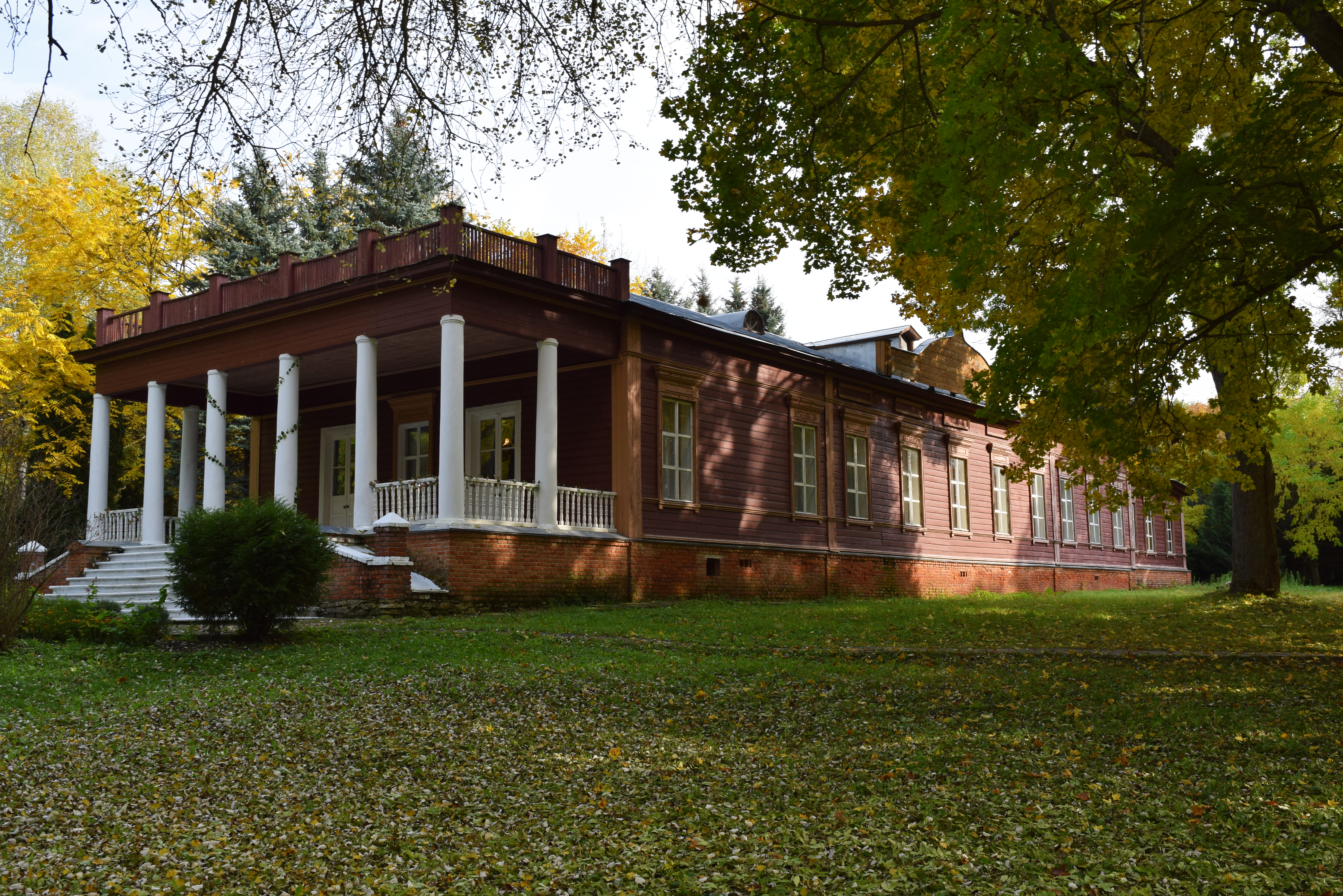
Музей-усадьба П. П. Семёнова-Тян-Шанского в Рязанке

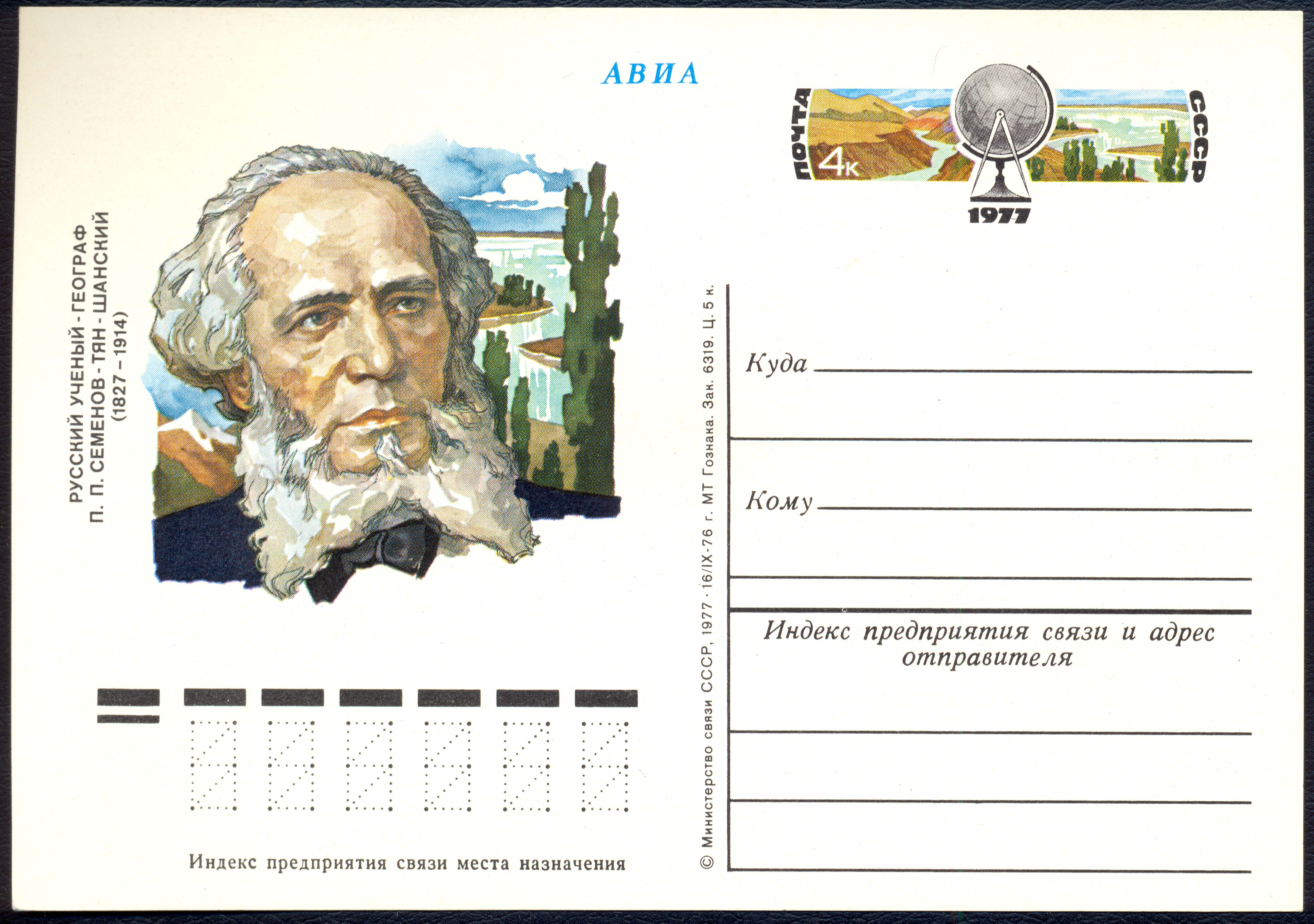
Почтовая карточка СССР, 1977 год

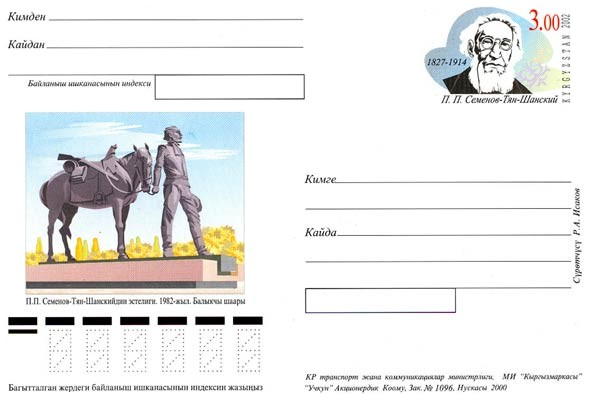
Почтовая карточка Кыргызстана, 2002 год

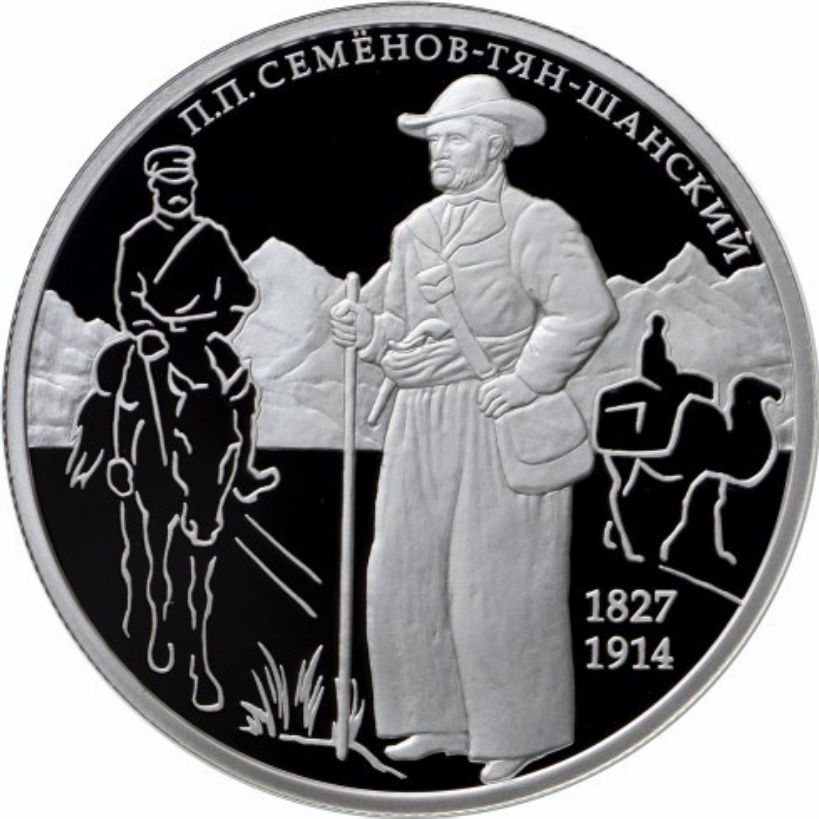
Российская памятная серебряная монета номиналом 2 рубля, 2017 год

- Семёновское благотворительное общество (Общество потомков П. П. Семёнова-Тян-Шанского) (г. Санкт-Петербург, 1998).
- Фонд сохранения наследия Петра Петровича Семёнова-Тян-Шанского и его потомков (г. Санкт-Петербург, 2016)[12]
- В честь П. П. Семёнова-Тян-Шанского назван ряд географических объектов в Средней и Центральной Азии, на Кавказе, Северной Земле, Аляске и Шпицбергене и около 100 новых форм растений и животных.
- Русское географическое общество учредило золотую и серебряную медаль имени П. П. Семёнова-Тян-Шанского.
- В Санкт-Петербурге на Лермонтовском проспекте установлен бюст П. П. Семёнову-Тян-Шанскому[13].
- На территории Чаплыгинского района Липецкой области в родовом поместье Рязанка, где родился учёный, создан мемориальный музей П. П. Семёнова-Тян-Шанского[14].
- На территории Милославского района Рязанской области в нескольких километрах от поместья Рязанка в деревне Гремячка, в доме, где семья П. П. Семёнова-Тян-Шанского жила в летнее время, создан мемориальный музей[15].
- Липецким отделением Русского географического общества с 1977 года (к 150-летию со дня рождения П. П. Семёнова-Тян-Шанского) и затем с 1997 года, каждые пять лет проводятся юбилейные Семёновские чтения с участием ведущих географов-путешественников (среди которых были И. Д. Папанин, Э. М. Мурзаев, А. Ф. Трешников).
- Страница на сервере museum. ru (страница мемориального музея П. П. Семёнова-Тян-Шанского в деревне Рязанка на сайте museum.ru).
- Страница на сервере 1september.ru (статья о мемориальном музее П. П. Семёнова-Тян-Шанского в деревне Гремячка из газеты «География»).
- В 1952 г. к 125-летию со дня рождения П. П. Семёнова-Тян-Шанского Почтой СССР выпущена почтовая марка (художник Д.Клюев).
- В 1965 г. выпущена настольная медаль «50 лет со дня смерти П. П. Семёнова-Тян-Шанского» (медальер Ю. Г. Нерода).
- В 1977 г. ГО СССР выпустило памятную медаль, посвящённую 150-летию со дня рождения П. П. Семёнова-Тян-Шанского.
- В 1977 году была выпущена почтовая карточка СССР, посвящённая П. П. Семёнову-Тян-Шанскому.
- В Музее землеведения МГУ (на 25 этаже Главного здания) установлен бюст П. П. Семёнова-Тян-Шанского[16].
- В 1982 году в городе Рыбачье (ныне Балыкчи) Киргизской ССР был установлен памятник П. П. Семёнову-Тян-Шанскому. Демонтирован в 2025 году.
- В 2002 году Почтой России выпущена карточка с оригинальной маркой, посвящённая 175-летию со дня рождения П. П. Семёнова-Тян-Шанского (художник А. Безменов).
- В 2002 году к 175-летию рождения со дня рождения учёного была выпущена почтовая карточка Кыргызской Республики, посвящённая П. П. Семёнову-Тян-Шанскому (художник Р. Исаков).
- В СССР изображение П. П. Семёнова-Тян-Шанского публиковалось на школьных ученических тетрадях.
- В 2009 году в г. Липецке библиотечно-информационному центру присвоено имя П. П. Семёнова-Тян-Шанского (г. Липецк, ул. Ильича, 16).
- В 2014 году в г. Рязани на улице Радищева был установлен бюст П. П. Семёнова-Тян-Шанского[16].
- В 2016 году Липецкому государственному педагогическому университету было присвоено имя П. П. Семёнова-Тян-Шанского.
- 16 января 2017 года Банк России выпустил в обращение памятную серебряную монету номиналом 2 рубля посвящённую 190-летию со дня рождения географа П. П. Семёнова-Тян-Шанского[17].
- В 2022 году Муниципальному бюджетному образовательному учреждению средняя школа № 4 г. Чаплыгина Липецкой области присвоено имя П. П. Семёнова-Тян-Шанского.
- В здании исторической штаб-квартиры Русского географического общества установлены бюст и портрет П.П. Семёнова-Тян-Шанского (Санкт-Петербург, переулок Гривцова, д.10).
- На здании исполнительной дирекции Русского географического общества установлен медальон с изображением аверса Золотой медали РГО имени П. П. Семёнова (Москва, Новая площадь, д.10, стр. 2).
- В 2023 г. в СШ4 им. П. П. Семёнова-Тян-Шанского г. Чаплыгина открыт школьный музей и установлена мемориальная доска.

### Портреты

Портретная галерея
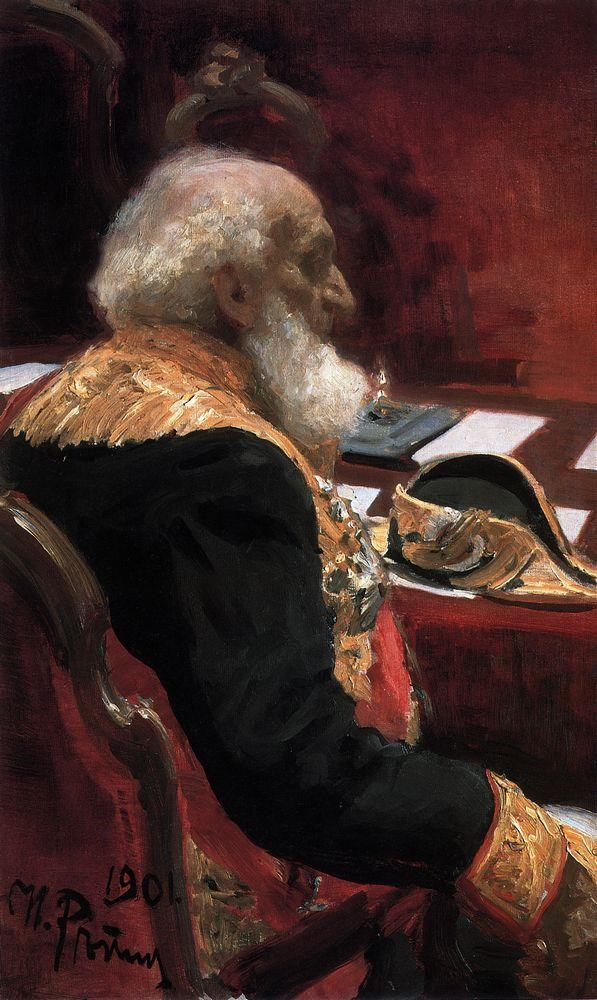
На картине Репина
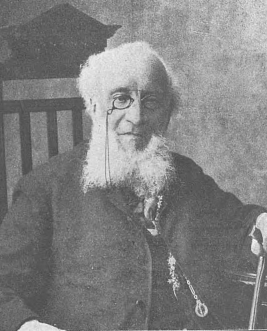
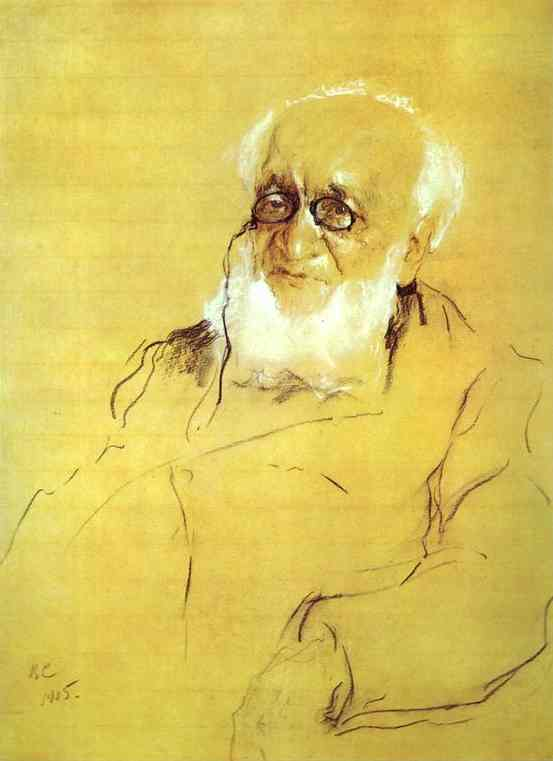
Портрет работы Валентина Серова, 1905 год.

Внучка П. П. Семёнова-Тян-Шанского Вера Дмитриевна (1883—1984), присутствовавшая при написании В. Серовым портрета деда, вспоминала:

Я попросила у Серова разрешения присутствовать при его сеансе и сидела тихонько на диване сзади него, боясь шевельнуться, так как Серов как будто сердито сопел и не только не перекидывался с дедом словом, но и не позволял ему даже шевелиться. Поэтому на рисунке дед вышел усталым, с необычным для него выражением лица. Что ещё портило — это пенсне, которое дед носил редко. Работал Серов над этим рисунком несколько раз и сразу уходил, как кончался сеанс, длившийся два часа. Меня удивляло, что Серов не оставался поговорить с дедом, а как художник и сын своего отца — композитора, с которым дед был хорошо знаком в молодости, у них могли бы быть интересные разговоры.

### Улицы
- Улица Семёнова-Тян-Шанского в Липецке.
- Улица Семёнова-Тян-Шанского в Чаплыгине.
- Улица Семёнова-Тян-Шанского в Волгограде.
- Улица Семёнова-Тян-Шанского в Донецке.
- Улица Семёнова-Тян-Шанского в Москве.

### Скверы
- Сквер Семёнова-Тян-Шанского в Санкт-Петербурге.

### Физико-географические объекты
- Ледник Семёнова на Центральном Тянь-Шане в Кыргызстане.
- Ледник Семёнова-Тян-Шанского на острове Большевик архипелага Северная Земля в России.
- Гора Семёнов-Баши расположена к северо-западу от курортного поселка Домбай. Названа  в 1904 году участниками экспедиции Русского горного общества в верховья Теберды по праву первовосходителей.[19]
- Бухта Семёнова (Карское море, Новая Земля, название бухте присвоено в 1901 участниками экспедиции художника А. А. Борисова)[20].
- Гора Семёнова (Баренцево море, архипелаг Шпицберген, 78° с.ш., 22°30′ в.д., название присвоено немецким географом А. Петерманом в 1870 году)[20].
- Пролив Семёнова (Карское море, залив Миддендорфа, пролив обследован и назван в 1900 году участниками Русской полярной экспедиции)[20].

## Основные работы
- О важности ботанико-географических исследований в России // Вестник РГО. — 1851. — Ч. 1.
- Описание Новой Калифорнии, Новой Мексики… // Вестник РГО. — 1851. — Ч. 2, 3.
- Придонская флора в её отношениях с географическим распределением растений в Европейской России. — СПб., 1851.
- Риттер К. Землеведение Азии / Ред., пер. и доп. П. П. Семёнова. — Ч. 1—5. — 1856—1879.
- Первая поездка на Тянь-Шань, или Небесный хребет, до верховьев р. Яксарта, или Сыр-Дарьи, в 1857 году // Вестник РГО, 1858.
- Географическо-статистический словарь Российской Империи, Т. 1. — СПб., 1863.
- Географическо-статистический словарь Российской Империи, Т. 2. — СПб., 1865.
- Поездка из укрепления Верного через горный перевал у Суок-Тюбе и ущелье Буам к западной оконечности оз. Исык-Куль в 1856 г. Отрывок из путевых записок // Записки РГО по общей географии. — Т. 1. — СПб., 1867.
- Географическо-статистический словарь Российской Империи, Т. 3. — СПб., 1867.
- Географическо-статистический словарь Российской Империи, Т. 4. — СПб., 1870.
- Обозрение деятельности общества по общей географии «Двадцатипятилетие Русского географического общества». — СПб., 1872.
- Статистика поземельной собственности и населенных мест Европейской России. Вып. 1, 2, 4, 5 (погубернские очерки). — СПб., 1880—1884.
- Мураевенская волость (Данковского уезда, Рязанской губ.): Сборник материалов для изучения сельской поземельной общины. — СПб., 1880.
- Живописная Россия. Отечество наше в его земельном, историческом, племенном и бытовом значении / Под общей ред. П. П. Семёнова. — Т. 1—12. — СПб.—М., 1881—1885 (П. П. Семёновым написаны разделы о Крайнем Севере, Озёрной, Литовской, Белорусской областях, Зап. Сибири, Небесном хребте, Заилийском крае и др.).
- Географическо-статистический словарь Российской Империи, Т. 5. — СПб., 1885.
- Землеведение Азии Карла Риттера. География стран, входящих в состав Азиатской России и пограничных с нею. Восточная Сибирь, оз. Байкал и Прибайкальские страны, Забайкалье и степи Гоби. Новейшие сведения об этих странах (1832—1893 г.), служащих последующими выпусками к русскому тексту Риттера, изданному под приведенным заглавием в 1879 году. — СПб., 1894—1895. — Ч. 1. / Сост.: П. П. Семёнов, И. Д. Черский и Г. Г. Петц. Часть 1. Часть 2.
- История полувековой деятельности Императорского Русского Географического общества 1845—1895: В 3 частях. — СПб.: В тип. В. Безобразова и Комп., 1896.
  - Часть I-я. — XXX, 468 с.
  - Часть II-я. Отдел IV. — XI, 471—979 с.
  - Часть III-я. Отдел V, Приложения, Указатель и состав Общества. — VIII, 983—1377, 66 с.
- Россия. Полное географическое описание нашего отечества… Под. ред. В. П. Семёнова и под общим руководством П. П. Семёнова и акад. В. П. Ламанского. — СПб., 1899—1913 (ряд очерков в этом издании написаны П. П. Семёновым).
- Мемуары. Т. 1—4:
  - Т. 1. Детство и юность. 1827—1855. — Петроград, 1917.
  - Т. 2. Путешествие в Тянь-Шань в 1856—1857. — М., 1946; изд. 2 — 1948; изд. 3 — 1958.
  - Т. 3. Эпоха освобождения крестьян в России. 1857—1861. — Петроград, 1915.
- Юношеские письма. 1844—1861. Издательство «Новый хронограф», 2021